# Jassa Santos
José Jacenildo dos Santos, mais conhecido como Jassa Santos (Cuité, 15 de setembro de 1945), é um cabeleireiro brasileiro, notório por ter sido amigo e cabelereiro de confiança de Silvio Santos por mais de 40 anos. Jassa atende no município brasileiro de São Paulo e dentre seus clientes famosos constam nomes ainda como Lívia Andrade, Celso Portiolli e Ratinho, além de ex-presidentes como Fernando Collor de Mello e Michel Temer.

## Biografia
José Jacenildo dos Santos nasceu na região da Serra de Cuité, no estado da Paraíba, e trabalhou como engraxate durante sua infância. No ano de 1964, ele se mudou para a capital paulista, onde aprendeu a cortar cabelos. Jassa veio a conhecer Silvio Santos apenas no ano de 1976, durante a produção do espetáculo teatral Nós Também Sabemos Fazer.